# Hypertension artérielle pulmonaire
 Mise en garde médicale
L'hypertension artérielle pulmonaire (HTAP) correspond à un groupe de maladies d'évolution progressive caractérisée par une élévation anormale de la pression sanguine au niveau des artères pulmonaires, dont le symptôme principal est un essoufflement à l'effort.
L'hypertension artérielle pulmonaire peut être une maladie sévère entraînant une tolérance à l'effort nettement diminuée et mener à une insuffisance cardiaque droite.
L'HTAP est une forme rare d'hypertension pulmonaire (définie par l'élévation des pressions artérielles pulmonaires), caractérisée par un remodelage des petits vaisseaux pulmonaires conduisant à leur obstruction chronique. Parmi ces autres causes d'hypertension pulmonaire, il existe l'hypertension pulmonaire associée aux maladies cardiaques, aux maladies respiratoires chroniques, ou compliquant l'évolution d'une embolie pulmonaire (hypertension pulmonaire thromboembolique chronique).
L'hypertension artérielle pulmonaire peut être idiopathique (lorsque aucun cause n'est retrouvée) ou familiale (liée à des maladies génétiques). Elle est parfois associée à diverses maladies (maladie auto-immune, infection par le VIH, maladies hépatiques, malformations cardiaques congénitales, bilharziose) ou compliquant l'exposition à des médicaments (anorexigènes, benfluorex, ...) ou des drogues (métamphétamines, ..).
La faible spécificité des symptômes entraîne souvent un retard au diagnostic.
Le traitement repose sur des traitements médicamenteux ciblant la dysfonction endothéliale et qui sont vasodilatateurs pulmonaires.
Elle est identifiée pour la première fois en 1891 par Ernst Von Romberg.

## Épidémiologie
L'hypertension artérielle pulmonaire est une maladie peu courante : la prévalence est estimée de 15 à 25 cas pour un million d'habitants (adultes) et l'incidence de 2,4 cas par millions d'habitants (adultes) par an. Elle touche 1,7 femmes pour un homme. Le pic de fréquence se situe entre 30 et 40 ans.

## Physiopathologie

### Mécanismes
La pression de l'artère pulmonaire (pression artérielle pulmonaire) est une pression pulsatile. On définit ainsi, comme pour la pression artérielle systémique (celle que l'on prend classiquement au bras avec un tensiomètre), une pression systolique (la plus grande) et une pression diastolique (la plus petite). On définit également une pression moyenne dont la valeur est intermédiaire des deux autres (la courbe de pression n'étant pas régulière, la pression moyenne n'est pas égale à la moyenne des pressions systoliques et diastolique).
L'hypertension artérielle pulmonaire est définie théoriquement par une élévation de la pression artérielle pulmonaire moyenne (PAPm), qui devient supérieure à 20 mmHg au repos, alors que chez le sujet sain, elle est comprise entre 10 et 15 mmHg. Il existe une augmentation de la PAP lors du vieillissement, mais cette augmentation est discrète (de l'ordre de 1 mm de mercure par tranches de 10 années).
La pression artérielle pulmonaire moyenne est dépendante de la pression capillaire pulmonaire, du débit sanguin pulmonaire et des résistances vasculaires pulmonaires selon la formule suivante :
{\displaystyle PAPm=PCP+({\dot {Q}}\times RVP)}
avec :
- PAPm : Pression artérielle pulmonaire moyenne,
- PCP : Pression capillaire pulmonaire,
- {\displaystyle {\dot {Q}}} : Débit sanguin pulmonaire,
- RVP : résistance vasculaire pulmonaire.

D'après cette formule on déduit le calcul :
- Résistances veineuses pulmonaires (RVP) = ((PAPm (mmHg) - PCAPm (mmHg)) x 80 )/ DC (L/min)

[normales  90 à 120 dyn s cm−5]. On parle d'hypertension artérielle précapillaire pulmonaire si la résistance veineuse pulmonaire est supérieure à 300 dyn s cm−5. Cette dernière peut être indexée avec le débit cardiaque et le poids et la taille du sujet (Index cardiaque) (PAPm (mmHg) / IC (L min−1 m−2)) avec une valeur normale comprise entre 2 et 4 Woods). Si elle est supérieure à 10 Woods, il existe une hypertension artérielle pulmonaire. Si les résistances pulmonaires sont basses, l'hypertension pulmonaire est essentiellement en rapport avec une augmentation de la pression du capillaire pulmonaire, témoin indirect de la pression de remplissage du ventricule gauche. Dans ce cas, cette hypertension artérielle pulmonaire est secondaire à une insuffisance cardiaque gauche, a les mêmes causes et répond aux mêmes traitements que pour cette dernière. Le reste de l'article parle donc essentiellement de l'hypertension artérielle pulmonaire de type « précapillaire », même si ce n'est pas tout le temps précisé.
La pression artérielle pulmonaire va donc être augmentée en cas d'augmentation :
- de la pression capillaire pulmonaire, secondaire à une augmentation de pression veineuse pulmonaire, elle-même secondaire à une insuffisance cardiaque gauche. On parle alors d'hypertension post-capillaire.
- du débit sanguin pulmonaire, dans certaines cardiopathies congénitales avec une communication entre les cavités cardiaques gauches et droites (communication interauriculaire ou interventriculaire, persistance du canal artériel).
- des résistances vasculaires pulmonaires, principalement dans les affections pulmonaires chroniques. On parle d'hypertension précapillaire.

Les mécanismes physiopathologiques principaux (en dehors de l'HTAP post capillaire) sont une vasoconstriction, un remodelage vasculaire et des phénomènes de thrombose qui vont progressivement entraîner une augmentation des résistances vasculaires pulmonaires.
La vasoconstriction est un composant précoce de l'hypertension artérielle pulmonaire. Elle peut être l'expression d'un fonctionnement anormal des canaux potassiques ou à un dysfonctionnement de l'endothélium vasculaire (induisant la production chronique de vasodilatateurs). Le remodelage vasculaire implique toutes les couches de la paroi vasculaire et se caractérise par des modifications des tissus (visible par Histopathologie).
L'élévation de la pression artérielle a principalement un retentissement sur le ventricule droit. Lorsqu'elle est saine, cette structure a une paroi mince qui se dilate facilement. Mais l'influence de l'hypertension aboutit à une hypertrophie ventriculaire droite, puis à une insuffisance ventriculaire responsable de dyspnée d'effort (essoufflement à l'effort), d'œdèmes de membres inférieurs, d'une augmentation du volume du foie due à sa congestion (hépatomégalie). À long terme, cela peut entraîner une insuffisance cardiaque irréversible, et même la survenue d'un arrêt cardiaque brutal lors d'un effort.

### Anatomopathologie
Des anomalies cellulaires ont été décrites dans la vascularisation pulmonaire des sujets atteints et pourraient jouer un rôle dans le développement et la progression de la maladie. Ces anomalies incluent des dysfonctionnements de l'endothélium (couche de cellules bordant l'intérieur du vaisseau sanguin) pulmonaire avec une synthèse anormale de substances vasodilatatrices (monoxyde d'azote (NO), de thromboxane A2, de prostacycline et d'endothéline (Neurohormone sécrétée par l'endothélium vasculaire : endothéline-1), une altération des canaux potassiques.
De plus, des lésions se situent dans toutes les différentes structures de la paroi des vaisseaux sanguins et incluent une hypertrophie de la media (secondaire à la fois à une hypertrophie et une hyperplasie (augmentation de volume d’un tissu ou d’un organe due à une augmentation du nombre de ses cellules) des fibres musculaires lisses et une augmentation du tissu conjonctif), un épaississement de l'intima et de l'adventice (par production accrue de matrice extracellulaire) associées à des lésions plus complexes.

### Causes
Il existe une classification suivant les causes, établie en 1998 et révisée en 2004 où l'hypertension artérielle pulmonaire est séparée en cinq catégories, elles-mêmes divisées en sous-catégories :
- Hypertension artérielle pulmonaire proprement dite (groupe 1) :
  - forme idiopathique (aucune cause retrouvée et absence d'antécédents familiaux),
  - forme familiale,
  - associée à une connectivite, à une cardiopathie congénitale, une hypertension portale, une infection par le VIH, à l'utilisation de drogues et toxines, autres (désordres thyroïdiens, maladie de Gaucher, hémoglobinopathies, syndromes myéloprolifératifs),
  - associée à une pathologie veineuse ou capillaire (maladie veino-occlusive pulmonaire, hémangiome capillaire pulmonaire),
  - hypertension pulmonaire persistante du nouveau-né,
- Hypertension pulmonaire passive, appelée aussi hypertension veineuse pulmonaire associée à des maladies du cœur gauche (Groupe 2) :
  - maladies de l'oreillette ou du ventricule gauche,
  - maladies valvulaires du cœur gauche,
- Hypertension pulmonaire associée à une maladie pulmonaire et/ou une hypoxémie (bronchopneumopathies chroniques obstructives, syndrome d'apnée du sommeil, maladies interstitielles pulmonaires, exposition chronique aux hautes altitudes) : groupe 3
- Hypertension pulmonaire due à une maladie thromboembolique (par obstruction thromboembolique des artères pulmonaires proximales ou distales, ou par une obstruction d'origine non thrombotique (tumeur, parasite, corps étranger)) : groupe 4)
- Divers (groupe 5) : sarcoïdose, histiocytose X, lymphangiomatose, compression des vaisseaux pulmonaires (adénopathies, tumeur, médiastinite fibrosante) ;
- médicament Anorexigène [6].

L'insuffisance cardiaque gauche est la cause de près des trois-quarts des hypertensions artérielles pulmonaires.
Les maladies pulmonaires responsables d'un défaut d'oxygénation du sang (hypoxie) sont la seconde cause des hypertensions pulmonaires : la bronchopneumopathie chronique obstructive, le syndrome de Pickwick.
Les causes d'hypertension artérielle pulmonaire précapillaire incluent l'infection par le VIH (ne donnant une HTAP que dans moins d'1 % des cas), la sclérodermie (30 % de ces derniers ont une hypertension artérielle pulmonaire)  et autres maladies auto-immunes, la cirrhose et l'hypertension portale, la drépanocytose, les pathologies thyroïdiennes, certaines cardiopathies congénitales, la sarcoïdose, l'histiocytose X.
Certains comportements peuvent également déclencher cette variation de pression artérielle tel que la prise de cocaïne, d'alcool, ou de certains médicaments anorexigènes comme les amphétamines (méthamphétamine, aminorex, dexfenfluramine, benfluorex).
Il existe des formes familiales, liées dans près des deux tiers des cas à une mutation sur le gène BMPR2 (« Bone morphogenetic protein receptor type II »). La pénétrance de cette mutation est à pénétrance variable : seulement 15 à 20 % des sujets porteurs de la mutation génétique développeront la maladie. Une autre forme familiale est dans le cadre d'une maladie de Rendu-Osler. Une mutation bi allélique du gène EIF2AK4 peut être retrouvé dans les hypertensions artérielles du sujet jeune, surtout s'il existe une diminution du taux de transfert de l'oxyde de carbone.
Lorsqu'aucune cause ne peut être identifiée, on parle d'hypertension artérielle pulmonaire primitive ou idiopathique.
L'incidence des HTAP, dite de groupe 1, est faible (15 à 50 par millions d'habitants et par an).

## Diagnostic
Les signes de cette pathologie n'étant pas spécifiques, il existe souvent un retard du diagnostic. Ce retard est estimé de 18 mois à deux ans en moyenne.

### Signes fonctionnels
Il n'existe pas de signes fonctionnels spécifiques.
Le sujet peut ressentir un essoufflement (dyspnée) à l'effort (qui est le signe cardinal de cette pathologie dans 98 % des cas), des douleurs thoraciques (pouvant être d'allure angineuse : rétro-sternales, constrictives à d'effort et/ou au repos), une toux non productive, des malaises (voire de réelles syncopes d'effort), une asthénie (grande fatigue), des palpitations, plus rarement des hémoptysies de faible abondance (présence de sang lors d'efforts de toux), une dysphonie, voire des insuffisances cardiaques droites (œdèmes des membres inférieurs, turgescence de veines du cou, syndrome de Raynaud, ascite).
Il n'y a habituellement ni orthopnée (difficulté respiratoire en position couchée), ni dyspnée paroxystique nocturne.

### Signes cliniques
Il n'existe pas de signes cliniques spécifiques à cette pathologie.
L'auscultation cardiaque peut mettre en évidence une tachycardie (cœur rapide), voire une arythmie, un éclat du deuxième bruit cardiaque (B2) au niveau du foyer pulmonaire (signe quasi constant), un souffle systolique d'insuffisance tricuspide fonctionnelle, un souffle diastolique témoignant d'une insuffisance pulmonaire.
L'auscultation pulmonaire est habituellement normale.
L'examen clinique doit rechercher des signes d'insuffisance ventriculaire droite : gros foie (hépatomégalie), reflux hépato-jugulaire, turgescence jugulaire, œdèmes des membres inférieurs, galop droit, signe de Harzer.

### Examens complémentaires

#### Biologie
La biologie standard est classiquement normale. Les anomalies qui peuvent cependant être retrouvées ne sont pas spécifiques : baisse du nombre de plaquettes (thrombopénie) et anémie modérées, insuffisance rénale, anomalies du bilan hépatique, taux de prothrombine spontané bas.
Dans une HTAP du groupe I, les gaz du sang montrent une oxygénation à peu près normale au repos et une baisse de la pression en dioxyde de carbone (hypocapnie) témoin d'une hyperventilation.
Une recherche d'auto-anticorps sera effectué afin de rechercher une maladie auto-immune.
Le taux d'endothéline est élevé dans le plasma et le tissu pulmonaire des patients ayant une hypertension artérielle pulmonaire. Ce taux semble proportionnel à la gravité et au pronostic de la maladie.
Le bilan biologique peut également permettre une orientation sur la cause de la maladie : sérologie HIV, anticorps antinucléaire (fréquemment élevés dans les formes idiopathiques mais, le plus souvent, à des degrés peu élevés), recherche d'un lupus érythémateux disséminé, d'une sclérodermie…

#### Électrocardiogramme
L'électrocardiogramme peut montrer des signes d'hypertrophie du ventricule droit et de l'oreillette droite. Le rythme est habituellement sinusal (normal), bien que des troubles du rythme soient possibles. Un ECG normal n'élimine pas le diagnostic.

#### Radiographie standard
La radiologie pulmonaire est anormale dans la majorité des cas (90 %). Elle va alors montrer une augmentation de la taille de la silhouette cardiaque (cardiomégalie) et une augmentation du volume du diamètre des troncs artériels pulmonaire et des artères pulmonaires proximales, contrastant avec la pauvreté de l'arbre artériel distal.

#### Cathétérisme cardiaque droit
L'introduction d'un long cathéter (petit tuyau souple, généralement en plastique) sous contrôle radiologique dans l'artère pulmonaire lors d'un cathétérisme cardiaque permet de mesurer les pressions et les débits.
La définition de l'hypertension artérielle pulmonaire repose sur la constatation de chiffres anormalement élevés des pressions pulmonaires. C'est une exploration invasive de l'artère pulmonaire visant à établir avec certitude l'existence d'une hypertension artérielle pulmonaire. Il est également utile au suivi évolutif de la maladie.
Le cathétérisme droit permet également d'évaluer l'évolution de la pression  pulmonaire après administration de produits potentiellement vasodilatateurs (monoxyde d'azote, adénosine ou époprosténol permettant d'anticiper la réponse à certains médicaments.

#### Échographie cardiaque
L'échographie cardiaque permet de faire le diagnostic, d'évaluer la gravité et le retentissement de l'hypertension artérielle pulmonaire et de rechercher une cause. Les cavités droites (ventricule droit et oreillette droite) sont typiquement dilatées avec un septum paradoxal témoignant d'un Signe de Maurin.
Elle va permettre l'estimation de la pression systolique dans l'artère pulmonaire (PAPS). Cette pression artérielle systolique pulmonaire est équivalente, à peu de chose près, à la pression systolique du ventricule droit. La PAPS est estimée en mesurant la vitesse maximale V de passage du flux sanguin régurgitant au travers de la valve cardiaque tricuspide (Valve séparant le ventricule droit de l'oreillette droite) : {\displaystyle PAPS=4V^{2}+POD}. La POD (pression de l'oreillette droite) est estimée en fonction de la clinique et de l'aspect échographique de la veine cave inférieure et de sa variation avec la respiration. Elle ne peut donc être calculée que s'il existe une fuite de la valve tricuspide. D'autres calculs se basent sur la courbe Doppler d'une fuite de la valve pulmonaire qui reste, cependant, inconstante.
On retient comme anormaux des chiffres de pressions systoliques de l'artère pulmonaire supérieurs à 40 mmHg.
L'échocardiographie permet de détecter une anomalie du côté du cœur gauche — défaut de contraction, problème au niveau d'une valve… — permettant de suspecter une cause cardiaque à l'hypertension pulmonaire. Le Signe de Maurin permet de détecter échographiquement une élévation des résistantes pulmonaires.

#### Autres examens
D'autres examens pourront être réalisés :
- un scanner thoracique avec injection d'un produit de contraste permettant de visualiser la vascularisation pulmonaire (angioscanner), est utilisé pour rechercher une embolie pulmonaire. L'analyse du parenchyme pulmonaire est systématique ;
- de même, une scintigraphie pulmonaire de perfusion (voire de ventilation/perfusion), permet de faire le diagnostic d'embolie comme cause de l'hypertension artérielle pulmonaire ;
- des explorations fonctionnelles respiratoires permettent d'évaluer la capacité respiratoire et rechercher une bronchopneumopathie chronique obstructive, autre cause possible de la maladie. Dans les HTAP du groupe 1, il existe classiquement une baisse de la diffusion du monoxyde de carbone ;
- la réalisation d'une biopsie pulmonaire n'a pas d'intérêt établi.

## Évaluation de la gravité
La gravité de l'insuffisance cardiaque est cotée selon la classification fonctionnelle OMS/NYHA (New York Heart Association) :
- classe I : absence de limitation de l'activité physique. Les activités physiques habituelles ne provoquent pas de troubles ;
- classe II : limitation légère de l'activité physique. Asymptomatique au repos. Les activités physiques habituelles provoquent une dyspnée ou une fatigue ou des douleurs thoraciques ou des lipothymies ;
- classe III : limitation marquée de l'activité physique. Asymptomatique au repos. Un effort moins intense que l'activité de la vie quotidienne induit une dyspnée ou une fatigue ;
- classe IV : incapacité au moindre effort. Manifestations d'insuffisance cardiaque droite. La dyspnée ou la fatigue peuvent être présentes au repos. La gêne est augmentée au moindre effort.

Un moyen simple d'évaluer la gêne fonctionnelle est la distance que le patient peut marcher dans un délai fixé (habituellement six minutes).

## Prise en charge
Le diagnostic et le traitement de l'hypertension artérielle pulmonaire a fait l'objet de la publication de recommandations. Celles de l'European Society of Cardiology et de l'European Respiratory Society ont été mises à jour en 2022.
Le traitement de la cause, lorsqu'elle est identifiée, doit être fait en première intention : traitement d'une insuffisance cardiaque, d'une embolie pulmonaire, etc.
Un traitement anticoagulant est recommandé dans la plupart des cas, avec une amélioration de la survie,.
La poursuite d'un exercice physique minimal est recommandée et une réadaptation à l'effort peut être indiquée.
En l'absence de cause retrouvée, le traitement de base associe, selon les cas, une oxygénothérapie, des digitaliques, les diurétiques.
Les autres traitements pouvant être proposés en plus du traitement de base sont :
- l'époprosténol (prostacycline), en intraveineux continu ;
- le bosentan, inhibiteur compétitif des récepteurs de l'endothéline, traitement par voie orale ;
- le sildénafil, inhibiteur de la phosphodiestérase, qui agit en augmentant le taux de NO (« nitric oxide »), puissant vasodilatateur ;
- l'iloprost, analogue de la prostacycline, vasodilatateur et antiagrégant plaquettaire par voie inhalée ;
- les inhibiteurs calciques ne sont actifs que dans moins de 10 % des formes primitives[22]. La réponse à ce type de médicament peut néanmoins être testé par un test de vasodilatation au cours du cathétérisme droit.

Ces médicaments améliorent l'essoufflement et la tolérance à l'effort mais leurs effets quant à la survie sont controversés,.
En dernier recours, il sera éventuellement proposé une transplantation pulmonaire ou une transplantation du bloc cœur-poumons.

## Évolution et complications
L'évolution naturelle de cette maladie est très variable d'un individu à l'autre. Elle conduit plus ou moins rapidement à l'insuffisance ventriculaire droite. Dans les cas les plus sévères, le décès peut survenir en quelques mois ou années.
Chaque personne étant différente, l'évolution dépend de la réaction au traitement : certaines personnes seront stables plusieurs années durant, tandis que d'autres nécessiteront plusieurs traitements combinés voire un traitement chirurgical si possible telles la transplantation bipulmonaire ou cardiopulmonaire.
Une grossesse est extrêmement dangereuse durant cette maladie, avec une importante morbidité et mortalité fœto-maternelles